# هانا سوليفان
هانا سوليفان (بالإنجليزية: Hannah Sullivan)‏ هي بروفيسورة وشاعرة بريطانية، ولدت في 3 يناير 1979.